# Beratender Landesausschuss (Bayern)
Der Beratende Landesausschuss war ein nach dem Zweiten Weltkrieg eingesetztes Gremium im Freistaat Bayern. Er trat am 26. Februar 1946 erstmals zusammen und hielt drei Tagungsperioden ab. Der ernannte Landtag verstand sich als Vorparlament. Noch im selben Jahr wurde er von der Verfassunggebenden Landesversammlung abgelöst.
Vergleichbare Parlamente in der amerikanischen Besatzungszone waren der Beratende Landesausschuss von Groß-Hessen sowie die Vorläufige Volksvertretung für Württemberg-Baden.

## Geschichte
Der Beratende Landesausschuss wurde vom damaligen Ministerpräsidenten Wilhelm Hoegner einberufen. Er trat am 26. Februar 1946 erstmals zusammen.
Grundlage war das Gesetz über die Bildung eines Beratenden Landesausschusses in Bayern, welches in der ersten Sitzung von Staatssekretär Hans Ehard verlesen wurde. Demnach zählte der Landesausschuss bis zu 130 Mitglieder und ebenso viele Ersatzmitglieder (an der ersten Tagungsperiode nahmen 125 Mitglieder teil). Dies waren Vertreter der Parteien sowie der Berufsstände, Hochschulen und Kirchen, der kreisunmittelbaren Städte und Landkreise sowie der Landstände und der ländlichen Gemeinden. Wegbereiter, Anhänger oder Förderer des Nationalsozialismus waren nicht zugelassen.
Insgesamt fanden drei Tagungsperioden statt: Die erste vom 26. bis 28. Februar, die zweite am 9. April 1946 und die dritte am 12. und 13. Juni 1946. Die Eröffnungssitzung fand in der Aula der Ludwig-Maximilians-Universität München statt, die übrigen Sitzungen der ersten sowie der dritten Tagungsperiode im Hörsaal 224. Die zweite Tagungsperiode wurde im Hotel Bayerischer Hof abgehalten.
Präsident des Landesausschusses war Georg Stang, der letzte Präsident des Bayerischen Landtags vor der Machtergreifung der Nationalsozialisten am 9. März 1933.
Neben dem Landesausschuss tagte noch der Vorbereitende Verfassungsausschuss, im Gegensatz zu diesem hatte der Landesausschuss ausschließlich beratende Funktion.
Am 30. Juni 1946 wurde die Verfassunggebende Landesversammlung gewählt, welche die Nachfolge des Landesausschusses antrat.

## Mitglieder
| Name                            | Partei | Beruf/Funktion                                             | Wohnort                          | Anmerkung                                                                    |
| ------------------------------- | ------ | ---------------------------------------------------------- | -------------------------------- | ---------------------------------------------------------------------------- |
| Erwein von Aretin               | BP     | Schriftleiter                                              | München                          |                                                                              |
| Johann Arnold                   |        | Landwirt                                                   | Deßmannsdorf                     |                                                                              |
| Rosa Aschenbrenner              | SPD    |                                                            | München-Untermenzing             | ab der 2. Tagungsperiode                                                     |
| Alois Barthelme                 |        | Bürgermeister                                              | Donauwörth                       |                                                                              |
| Christian Bauer                 |        | Bürgermeister                                              | Klingenbrunn                     |                                                                              |
| Josef Baumgartner               | BP     | Obermeister                                                | München                          |                                                                              |
| Valentin Baur                   | SPD    | Betriebsratsvorsitzender und Wohnungsamtsleiter            | Augsburg                         | Mitglied des ständigen Ausschusses                                           |
| Arno Behrisch                   | SPD    | Gewerkschafter                                             | Hof                              |                                                                              |
| Karl Bickleder                  | CSU    | Landrat des Landkreises Straubing                          | Straubing                        | ab der 2. Tagungsperiode                                                     |
| Hans Bolza                      |        | Präsident der IHK Würzburg                                 | Würzburg                         |                                                                              |
| Friedrich Bräu                  |        | Kaufmännischer Leiter                                      | Regensburg                       |                                                                              |
| Wilhelm Britzelmayr             |        | Bankdirektor                                               | München                          |                                                                              |
| Heinrich Büchner                |        | Sattlermeister                                             | Regensburg                       |                                                                              |
| Wolfgang Butz                   |        | Fabrikdirektor                                             | Göggingen bei Augsburg           |                                                                              |
| Willi Cronauer                  | SPD    | Schauspieler und Spielleiter                               | München                          |                                                                              |
| Georg Daschner                  |        | Reichsbahnangestellter                                     | Regensburg                       |                                                                              |
| Thomas Dehler                   |        | Generalstaatsanwalt                                        | Bamberg                          |                                                                              |
| Maria Deku                      | CSU    |                                                            | Regensburg                       | ab der 2. Tagungsperiode                                                     |
| Hans Dietl                      | SPD    | Gewerkschafter                                             | Landshut                         |                                                                              |
| Karl Donderer                   | CSU    | Bürgermeister                                              | Passau                           |                                                                              |
| Ludwig Dreifuß                  | SPD    | Oberbürgermeister                                          | Augsburg                         |                                                                              |
| Oskar Dürr                      |        | Staatskommissar und Genossenschaftsvertreter               | München                          |                                                                              |
| Josef Eichner                   |        | Bauer                                                      | Jasberg                          |                                                                              |
| Erich Eiswaldt                  |        | Syndikus der IHK München                                   | München                          |                                                                              |
| Christian Endemann              | SPD    | Oberbürgermeister                                          | Amberg                           | Mitglied des ständigen Ausschusses                                           |
| Karl Friedrich Esser            | SPD    | Redakteur                                                  | Regensburg                       |                                                                              |
| Hermann Etzel                   |        | Direktor a. D.                                             | Bamberg                          | ab der 2. Tagungsperiode                                                     |
| Georg Faber                     |        | Rektor der Technischen Hochschule München                  | München                          |                                                                              |
| Max Fechenbach                  | SPD    | Vorsitzender der jüdischen Gemeinde                        | Würzburg                         |                                                                              |
| Georg Fey                       | CSU    | Bürgermeister                                              | Memmingen                        |                                                                              |
| Jakob Fischbacher               | BP     | Direktor a. D.                                             | Rimsting am Chiemsee             | ab der 2. Tagungsperiode                                                     |
| Emmy Fischer-Giehrl             |        | Leiterin des katholischen Frauenbunds                      | München                          | 1. Schriftführerin                                                           |
| Friedrich Wilhelm Fischer       |        | Prokurist                                                  | Fürth                            |                                                                              |
| Karl Förg                       |        | Bürgermeister                                              | Neuötting                        |                                                                              |
| Konrad Försch                   |        | Packer                                                     | Würzburg                         | Mitglied des ständigen Ausschusses                                           |
| Konrad Frühwald                 |        | Landwirt                                                   | Roßbach                          |                                                                              |
| Josef Fuchsbüchler              |        | Bürgermeister                                              | Palling                          |                                                                              |
| Georg Gehring                   | CSU    | Landwirt und Bürgermeister                                 | Oberspiesheim                    |                                                                              |
| Hugo Geiger                     | CSU    | Versicherungsdirektor                                      | München                          |                                                                              |
| Hans Gentner                    | SPD    | Bürgermeister                                              | Pegnitz                          |                                                                              |
| Bruno Goldhammer                | KPD    | Redakteur und Partei-Generalsekretär                       | München                          | Mitglied des ständigen Ausschusses                                           |
| Edmund Goldschagg               | SPD    | Redakteur                                                  | München                          |                                                                              |
| Georg Gradel                    |        | Oberwerkführer                                             | München                          |                                                                              |
| Karl Groll                      |        | Ökonomierat                                                | Essenbach                        |                                                                              |
| Otto Groth                      |        | Redakteur                                                  | München                          |                                                                              |
| Georg Hagen                     | SPD    | Oberbürgermeister                                          | Kulmbach                         | 1. Vizepräsident                                                             |
| Lorenz Hagen                    | SPD    | Textilkaufmann und Gewerkschafter                          | Fürth                            |                                                                              |
| Gottfried Hart                  |        | Bürgermeister                                              | Haßfurt                          |                                                                              |
| Alfons Hierhammer               |        | Gastwirt und Bürgermeister                                 | Vohburg                          |                                                                              |
| Rudolf Freiherr von Hirsch      |        | Gutsbesitzer                                               | Planegg                          |                                                                              |
| Fritz Hirschberger              |        | Zahnarzt                                                   | München                          |                                                                              |
| Benedikt Hirschenauer           |        | Präsident der Handwerkskammer Niederbayern                 | Passau                           |                                                                              |
| Leonhard Horlacher              | SPD    | Gewerkschafter                                             | München                          |                                                                              |
| Michael Horlacher               | CSU    | Staatskommissar                                            | München                          | Mitglied des ständigen Ausschusses                                           |
| Alois Hundhammer                | CSU    |                                                            | München                          | Mitglied des ständigen Ausschusses                                           |
| Friedrich Huth                  | CSU    | Bürgermeister                                              | Michelbach                       |                                                                              |
| Elisabeth Kaeser                | SPD    | Oberstudienrätin                                           | München                          | 2. Schriftführerin                                                           |
| Alfred Kallenberger             |        | Präsident der Landesärztekammer                            | München                          |                                                                              |
| Josef Kiene                     | SPD    | stellvertretender Landrat des Landkreises Traunstein       | Trostberg                        |                                                                              |
| Ernst Körner                    | SPD    | Oberbürgermeister                                          | Ansbach                          |                                                                              |
| Heinrich Körner                 |        | Versicherungsvertreter                                     | Hof                              |                                                                              |
| Max Kolmsperger                 |        | Schriftleiter                                              | München                          |                                                                              |
| Adolf Konrad                    |        | Vertriebsleiter                                            | Nürnberg                         | Mitglied des ständigen Ausschusses                                           |
| Rudolf Kriß                     | CSU    | Bürgermeister                                              | Berchtesgaden                    | nur 1. Tagungsperiode                                                        |
| Carl Kröpelin                   |        | Ministerialrat im Arbeitsministerium                       | München                          |                                                                              |
| Karl August Kroth               |        | Sonderbeauftragter                                         | Schweinfurt                      |                                                                              |
| Konrad Kübler                   | CSU    | Landrat des Landkreises Landau an der Isar                 | Landau an der Isar               |                                                                              |
| Philipp Lichti                  |        | Gutsbesitzer                                               | Gut Herrlehof                    |                                                                              |
| Otto Lidl                       |        | Forstdirektor                                              | Sauerlach                        |                                                                              |
| August Maier                    |        | Zeitungsvertrieb                                           | Nürnberg                         |                                                                              |
| Josef Mally                     |        | Bauer                                                      | Velburg                          |                                                                              |
| Josef Martin                    |        | Rektor der Universität Würzburg                            | Würzburg                         |                                                                              |
| Gabriel Mayer                   |        | Landwirt                                                   | Altötting                        | ab der 2. Tagungsperiode                                                     |
| Karl Merkenschlager             |        | Bürgermeister                                              | Traunstein                       |                                                                              |
| Ludwig Meyer                    | SPD    | Oberbürgermeister                                          | Coburg                           |                                                                              |
| Oscar Meyer                     |        | Oberbürgermeister                                          | Bayreuth                         |                                                                              |
| Walther von Miller              | CSU    | Syndikus                                                   | München                          |                                                                              |
| Josef Müller                    | CSU    | Rechtsanwalt                                               | München                          | Mitglied des ständigen Ausschusses                                           |
| Emil Muhler                     |        | Stadtpfarrer                                               | München                          |                                                                              |
| Konrad Neumaier                 |        | Wäschereibesitzer                                          | Göggingen bei Augsburg           |                                                                              |
| Antonie Nopitsch                |        | Leiterin der evangelischen bayerischen Mütterdienststelle  | Stein bei Nürnberg               | 3. Schriftführerin                                                           |
| Adam Nüssel                     | CSU    | Bürgermeister                                              | Rimlas                           |                                                                              |
| Adolf Pfeuffer                  |        | Landesökonomierat                                          | Schernau                         | Mitglied des ständigen Ausschusses                                           |
| Joseph Pfleger                  | CSU    | Bürgermeister                                              | Weiden                           |                                                                              |
| Josef Pischl                    | CSU    | Landrat des Landkreises Mainburg                           | Mainburg                         |                                                                              |
| Andreas Piehler                 | SPD    | Gewerkschafter                                             | München                          |                                                                              |
| Michael Poeschke                | SPD    | Oberbürgermeister                                          | Erlangen                         | Mitglied des ständigen Ausschusses                                           |
| Johann Pösl                     | CSU    | Landrat des Landkreises Vohenstrauß                        | Weiden                           |                                                                              |
| Wolfgang Prechtl                | CSU    |                                                            | Pattendorf                       | Mitglied des ständigen Ausschusses                                           |
| Karl Proebst                    |        | Stadtrat                                                   | München                          |                                                                              |
| Albert Rehm                     |        | Rektor der Universität München                             | München                          | nur 1. Tagungsperiode                                                        |
| Max Riederer von Paar           | CSU    | Gutsbesitzer und Bürgermeister                             | Schönau bei Eggenfelden          | nur 3. Tagungsperiode                                                        |
| Michael Samer                   |        | Landrat des Landkreises Füssen                             | Füssen                           | nur 1. Tagungsperiode                                                        |
| Hans Sauermann                  | SPD    |                                                            | Starnberg                        |                                                                              |
| Franz Xaver Schäfer             |        | Dachdeckermeister                                          | Ingolstadt                       |                                                                              |
| Fritz Schäffer                  |        | Staatsrat a. D.                                            | München                          | Mitglied des ständigen Ausschusses; ausgeschieden nach der 2. Tagungsperiode |
| Karl Scharnagl                  | CSU    | Oberbürgermeister                                          | München                          | Mitglied des ständigen Ausschusses                                           |
| Achill Scheuerle                |        | Präsident der IHK Nürnberg                                 | Nürnberg                         | ab der 2. Tagungsperiode                                                     |
| Gustav Schiefer                 | SPD    | Gewerkschafter                                             | München                          | Mitglied des ständigen Ausschusses                                           |
| Josef Schilling                 | SPD    | Gewerkschafter                                             | München                          |                                                                              |
| Leopold Schindler               |        | Landrat des Landkreises Miesbach                           | Miesbach                         | nur 2. Tagungsperiode                                                        |
| Adolf Schinnerer                |        | Präsident der Akademie der bildenden Künste                | Ottershausen bei Haimhausen      |                                                                              |
| Alois Schlögl                   | CSU    | Generalsekretär des Bayerischen Bauernverbandes            | München                          | Mitglied des ständigen Ausschusses                                           |
| Karl Schmid                     | CSU    | Präsident der Handwerkskammer Oberbayern                   | München                          | Mitglied des ständigen Ausschusses                                           |
| Gerhard Schmidt                 |        | Oberkirchenrat                                             | München                          |                                                                              |
| Georg Schütte                   | SPD    | Bürgermeister                                              | Garmisch-Partenkirchen           |                                                                              |
| Kunigunde Schwab                | KPD    | Abschnittsleiterin                                         | Nürnberg                         | 2. Vizepräsidentin                                                           |
| Josef Graf von Soden-Fraunhofen |        |                                                            | Gauting                          |                                                                              |
| Julius Spanier                  |        | Arzt                                                       | München                          |                                                                              |
| Georg Stang                     | CSU    | Oberstudiendirektor und Landrat des Landkreises Kaufbeuren | Kaufbeuren                       | Präsident des Beratenden Landesausschusses                                   |
| Ludwig Strasser                 |        | Bauer                                                      | Walding bei Pleiskirchen         |                                                                              |
| Josef Strobl                    | SPD    | Landrat des Landkreises Ingolstadt                         | Ingolstadt                       |                                                                              |
| Josef Stürmann                  | CSU    | Präsident des Bayerischen Roten Kreuzes                    | München                          | ausgeschieden nach der 2. Tagungsperiode                                     |
| Joseph Sturm                    | CSU    | Bauer                                                      | Greßelsbach bei Dingolfing       |                                                                              |
| Adam Sühler                     | CSU    | Landwirt                                                   | Lindau (Oberfranken)             |                                                                              |
| Theodor Süß                     |        | Direktor der Universität Erlangen                          | Erlangen                         |                                                                              |
| Karl Trost                      |        | Präsident der Handwerkskammer Unterfranken                 | Würzburg                         |                                                                              |
| Arthur Tübel                    |        | Gastwirt                                                   | Naila                            |                                                                              |
| Ernst Vetter                    | SPD    | Landrat des Landkreises Pfaffenhofen an der Ilm            | Pfaffenhofen an der Ilm          | Mitglied des ständigen Ausschusses                                           |
| Ernst Vogtherr                  |        | Rechtsanwalt                                               | Immenstadt                       |                                                                              |
| Georg Volkhardt                 |        | Bürgermeister                                              | Kaufbeuren                       | nur 3. Tagungsperiode                                                        |
| Karl Voßler                     |        | Geheimrat                                                  | München                          |                                                                              |
| Adolf Weber                     |        | Geheimrat                                                  | München                          |                                                                              |
| Luitpold Weegmann               | CSU    | Oberbürgermeister                                          | Bamberg                          |                                                                              |
| Fritz Weichenmayer              |        | Wohnungsamtsleiter                                         | Augsburg                         |                                                                              |
| Oskar Weinauer                  |        | Oberbürgermeister                                          | Hof                              |                                                                              |
| Franz Weiß                      | BP     | Steuerberater                                              | München                          |                                                                              |
| Karl Wernthaler                 | SPD    | Präsident des Arbeitsamts                                  | Augsburg                         |                                                                              |
| Georg Wichtermann               | SPD    | Maurer und Gewerkschafter                                  | Schweinfurt                      | Mitglied des ständigen Ausschusses                                           |
| Thomas Wimmer                   | SPD    | 2. Bürgermeister                                           | München                          | Mitglied des ständigen Ausschusses                                           |
| Franz Wittmann                  | CSU    | Landwirt                                                   | Gut Oberhaunstadt bei Ingolstadt |                                                                              |
| Hans Wutzlhofer                 | CSU    | Landrat des Landkreises Marktheidenfeld                    | Marktheidenfeld                  | Mitglied des ständigen Ausschusses                                           |
| Josef Alois Zahn                | CSU    | Bürgermeister                                              | Tirschenreuth                    |                                                                              |
| Hans Ziegler                    | SPD    | Oberbürgermeister                                          | Nürnberg                         | Mitglied des ständigen Ausschusses                                           |
| Georg Zitzler                   | CSU    | Bezirksdirektor                                            | Regensburg                       |                                                                              |

Zu Beginn der zweiten Arbeitssitzung am 27. Februar 1946 wurde ein Herr Kreuzer aus Nürnberg (Vorname liegt nicht vor) erwähnt, der sich entschuldigen ließ. Es ist unklar, ob er ebenfalls Mitglied des Landesausschusses war. Auch sind mögliche Ersatzmitglieder nicht überliefert.